# Yahoo知識+
Yahoo奇摩知識+（中國大陸：雅虎知識堂、香港：Yahoo知識+），英語系地區稱為Yahoo! Answers，是一個開放性的知識分享平台，讓使用者可以與網友做問答的互動，藉由眾人的經驗與專長，在問與答的討論之間，幫助使用者找到滿意的答案，與類似性質的Answers、Google Answers（已關閉）、愛問知識人以及百度知道可說是競爭關係。使用單純的問答系統的好處是可以不必在不同且以分類為主的論壇花費時間尋找答案，和在關鍵字搜索中的結果花費時間尋找答案。無論任何行動，都需要至少一個雅虎帳號，並且啟動自己知識檔案。（在香港，要評價要再手機認證）全球雅虎最早的知識+是由韓國於2003年6月架設。Yahoo奇摩知識+已經在至少19個地區建立。
知識服務是免費的會員服務。事實上，雅虎因廣納沒有智慧財產權審核制度的知識問答條目卻促成了知識所屬雅虎搜尋引擎達到率（reach）大增。另外在台灣，知識搜尋網甚至搶佔60%以上市佔率。到2015年2月26日，Yahoo奇摩知識+的解決問題數已超過2,215萬500則。
2021年4月20日開始，Yahoo奇摩知識+將切換為唯讀狀態，用戶不再能夠提出問題或回答問題。
2021年5月4日，受到Reddit、Quora等網站衝擊，Yahoo Answers永久關閉。

## 網站運作
知識+可分為四個部份，包括：「發問」、「回答」、「搜尋」及「發表」（回答可分一般知識、個人煩惱和快問快答而發表也是可分一般知識和一些高級些的知識。） 目前使用知識+是完全免費的，無論在知識+中提問、回答以及進行知識共享都不收任何費用。只要使用者擁有Yahoo!的個人帳戶，便可使用知識+這項服務。
知識+的運作是採取點數問答機制，並以「預付+回饋」制來實行。當用戶發問時，該用戶必須先預付5－20點不等的點數，這些點數將由系統先行扣除保管，等到該發問者選出最佳解答，再將點數轉贈給最佳解答者。預付的點數，因為會贈送給最佳解答者，所以稱為「解答贈點」。較高的解答贈點能吸引較多的網友來回答，用戶通常會自行依照問題的難易度、緊急度來斟酌給點。當選出最佳解答後，如果評價優良，發問者與最佳解答者可以各自獲得10－100點的系統贈點，作為將問題轉換為知識的回饋。
發問者在發問問題時可以選擇問題接受回答的天數，從1到10天不等。在「問題分數」內，用戶可選擇把5、10、15、20分贈送給「最佳回答」者。發問完畢後，贈送的分數便會立即在發問者的知識分數中扣除。如果問題的發問時間快到了，仍然沒有滿意的回答出現，用戶可以選擇「延長發問」，發問時間將再延長5天。每個問題只可延長發問1次，不須另扣點數。

## 各地區的知識+
| 國家／地區       | 名稱 | 成立日期       | 網址                                                 |
| ---------------- | ---- | -------------- | ---------------------------------------------------- |
| 韓國             | （） | 2003年6月      | http://kr.ks.yahoo.com                               |
| 日本             |      | 2004年5月      | http://chiebukuro.yahoo.co.jp （页面存档备份，存于） |
| 台灣             |      | 2004年11月18日 | http://tw.answers.yahoo.com                          |
| 美國             |      | 2005年12月7日  | http://answers.yahoo.com （页面存档备份，存于）      |
| 中国大陆         |      | 2005年12月11日 | http://ks.cn.yahoo.com                               |
| 香港             |      | 2006年2月1日   | https://hk.answers.yahoo.com/                        |
| 法國             |      |                | http://fr.answers.yahoo.com （页面存档备份，存于）   |
| 德國             |      |                | http://de.answers.yahoo.com （页面存档备份，存于）   |
| 西班牙（西語系） |      |                | http://es.answers.yahoo.com （页面存档备份，存于）   |
| 巴西（葡語系）   |      |                | http://br.answers.yahoo.com （页面存档备份，存于）   |
| 越南             |      | 2007年6月19日  | http://vn.answers.yahoo.com （页面存档备份，存于）   |

- 2005年10月，中国雅虎由阿里巴巴集团全资收购。2013年9月1日，中国雅虎关闭门户业务，雅虎知識堂也隨之停止服務。[10]
- 2012年12月末，韓國雅虎宣布停止服務。
- 2021年4月，雅虎香港向用戶發出電郵，宣布用戶於同年4月20日起將不能發佈新問題，並於5月4日起停止服務（現已停止運作）。

## 合併
2008年12月15日，香港知識+與台灣（奇摩）知識+的戶口進行合併 ，合併後香港及台灣的用戶均只需使用一個Yahoo! ID，便可同時參與香港及台灣知識+，方便各用戶進行知識交流。於革新後，台灣知識+的問題及知識也有機會在香港知識+中顯示，相對亦一樣。以香港用戶為例，由香港保留戶口所發問的問題及知識將會優先顯示在香港知識+中。如果用戶是選擇保留香港戶口，該用戶所發問的問題將會在香港知識+中獲得優先顯示，但在台灣知識+中的顯示次序則會較後。而用戶在知識+中搜查資料時亦一樣，由該地區戶口問的問題或知識的顯示次序將會較前，即香港知識+會以香港問題及知識為先，相反亦然。

2015年8月18日，香港知識+及台灣（奇摩）知識+將升級成與全球Yahoo Answers 一致的系統。升級後香港及台灣的用戶均只需使用一個Yahoo! ID，便可同時參與Yahoo Answers ，方便各用戶進行知識交流。

## 外部連結
- 香港Yahoo知識+簡介 （页面存档备份，存于）
- 台灣CNET：Yahoo將知識服務納入搜尋應用